# Notodiaptomus caperatus
Notodiaptomus caperatus is een eenoogkreeftjessoort uit de familie van de Diaptomidae. De wetenschappelijke naam van de soort is voor het eerst geldig gepubliceerd in 1979 door Bowman.